# Monochamus tropicalis
Monochamus tropicalis är en skalbaggsart som först beskrevs av Dillon 1961.  Monochamus tropicalis ingår i släktet Monochamus och familjen långhorningar. Inga underarter finns listade i Catalogue of Life.